# 薩利揚區
薩利揚區是阿塞拜疆的一個區，位於該國東南部，東臨裡海。庫拉河把本區分為東西兩部分。面積約1,799平方公里，人口116,448人。首府薩利揚。
1930年建區。